# Cámara de Representantes (Marruecos)
La Cámara de Representantes es la cámara baja del parlamento de Marruecos. Actualmente el presidente de la Cámara de Representantes es Sr. Rachid Talbi Alami (Undécima Legislatura 2021-2026) y está compuesta de 395 miembros.

## Composición
La composición en grupos políticos de la cámara es la siguiente:
- Grupo de Justicia y el Desarrollo (107 asientos)
- Grupo istiqlali de la unidad y la igualdad (60)
- Grupo de la Reagrupación Nacional de Independientes (52)
- Grupo de autenticidad y modernidad (47+1)
- Grupo de la Unión Socialista de Fuerzas Populares (39)
- Grupo de movimiento (32)
- Grupo de Unión Constitucional (23)
- Grupo del Progreso Democrático (20)

La cámara de representantes de Marruecos cuenta con Comisiones Parlamentarias Permanentes, la composición de estas para la segunda mitad de la XI legislatura es:
| Comisión | Presidente         | Grupo Paralmentario                               |
| --- | ------------------ | ------------------------------------------------- |
| Comisión de Asuntos Exteriores, Defensa Nacional, Asuntos Islámicos, Asuntos de Migración y Marroquíes Residentes en el Extranjero | Salma Benaziz      | Grupo de la Agrupación Nacional de Independientes |
| Comisión del Interior, Colectividades Territoriales, Vivienda, Política de la Ciudad y Asuntos Administrativos                     | Mohamed Ouadmine   | Grupo Autenticidad y Modernidad                   |
| Comisión de Justicia, Legislación, Derechos Humanos y Libertades                                                                   | Said Baaziz        | Grupo Socialista - Oposición-Itíhadi              |
| Comisión de Finanzas y Desarrollo Económico                                                                                        | Zaina Chahim       | Grupo de la Agrupación Nacional de Independientes |
| Comisión de Sectores Sociales | Hamid Noughou      | Grupo Constitucional Democrático y Social         |
| Comisión de Sectores Productivos                                                                                                   | Abdelaziz Lachehab | Grupo Istiqlalí de la Unidad e Igualitarismo      |
| Comisión de Infraestructuras, Energía, Minas, Medioambiente y Desarrollo Sostenible                                                | Ibrahim Aaba       | Grupo Harakí                                      |
| Comisión de Enseñanza, Cultura y Comunicación                                                                                      | Addi Chajri        | Grupo del Progreso y Socialismo                   |
| Comisión de Control de Finanzas Públicas y Gobernanza                                                                              | Mohamed El-Hejira  | Grupo Autenticidad y Modernidad                   |